# Samuel Malko

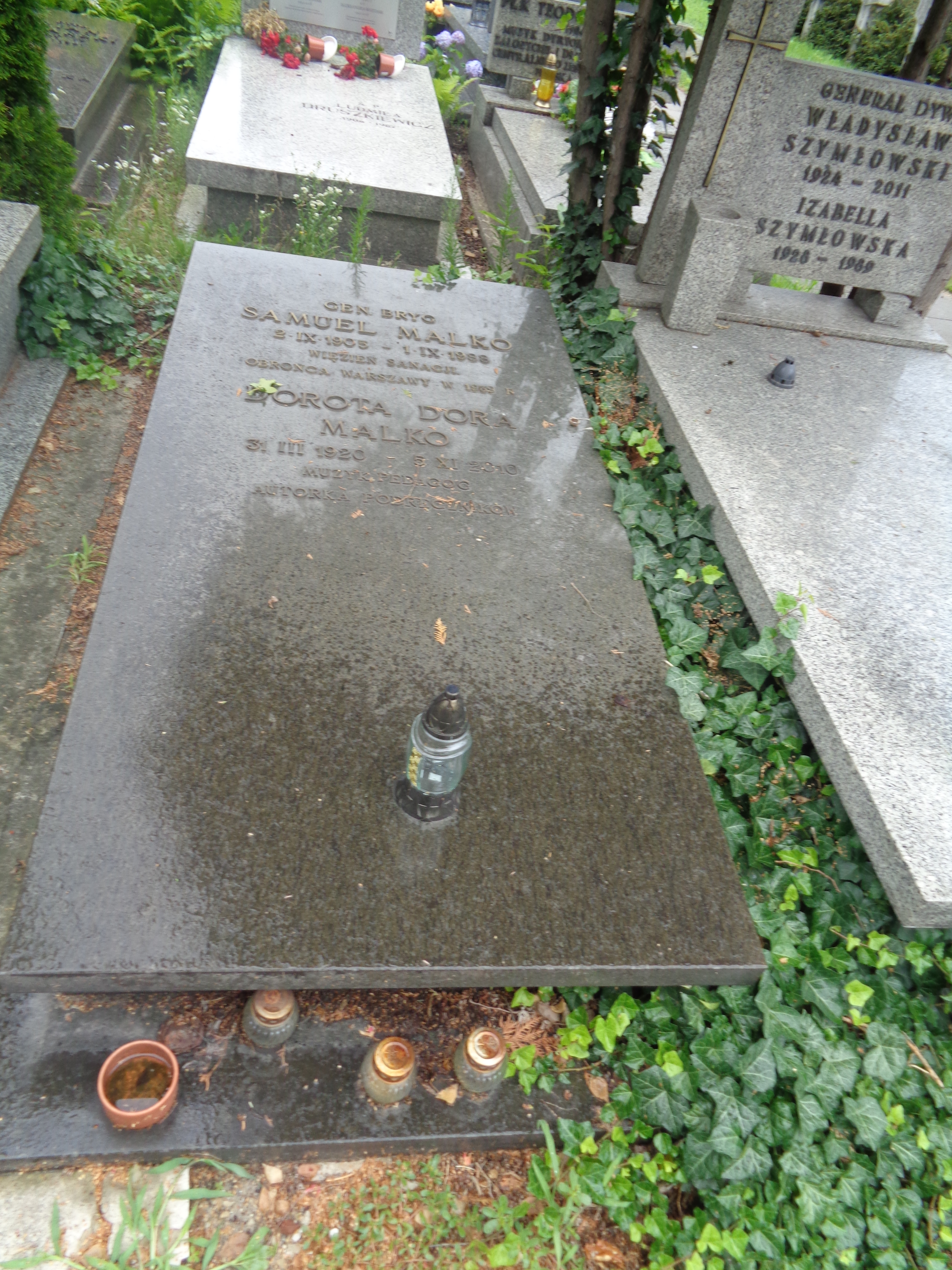
Grób Samuela i Dory Malko na Cmentarzu Wojskowym na Powązkach w Warszawie

Samuel Malko (ur. 2 września 1905 w Wysocku na Polesiu, zm. 1 września 1988 w Warszawie) – generał brygady LWP, Szef Oddziału Propagandy i Agitacji Głównego Zarządu Politycznego (GZP) WP 1948-1950, zastępca dowódcy Marynarki Wojennej 1950-1955 i zastępca szefa GZP WP.

## Życiorys
Syn Ukraińca Nikity i Polki Melanii z Kozubowskich. Od 1924 działacz Komunistycznego Związku Młodzieży Zachodniej Białorusi (KZMZB), a od 1927 KPZB. 1926-1927 uczył się w Wyższej Szkole Politycznej w Mińsku. 1927-1934 odsiadywał wyrok 7 lat więzienia za działalność komunistyczną. 
We wrześniu 1939 brał udział w obronie Warszawy, po kapitulacji stolicy, przeniósł się do Wysocka (Polesie) na tereny zajęte przez Armię Czerwoną. W 1941 powołany do Armii Czerwonej, służył w batalionach pomocniczych (strojbatalionach), w 1943 w Orłowskiej Szkole Piechoty, od 1944 na III Białoruskim Froncie dowódca plutonu zwiadu. 13 stycznia 1945 ranny podczas walk w Prusach Wschodnich. 
W marcu 1945 skierowany do pracy w aparacie polityczno-wychowawczym WP. Komendant Centralnej Szkoły Oficerów Politycznych. 1948-1950 szef Oddziału Propagandy i Agitacji GZP WP, 1950–1955 zastępca dowódcy Marynarki Wojennej ds. politycznych, następnie zastępca szefa GZP WP. W 1956 mianowany generałem brygady. Ukończył studia w Akademii Sztabu Generalnego w Rembertowie. Inspektor ds. organizacji paramilitarnych w Głównym Inspektoracie Obrony Terytorialnej. W 1967 przeniesiony w stan spoczynku.
Pochowany 6 września 1988 na Cmentarzu Wojskowym na Powązkach w Warszawie (kwatera C4, rząd 1, grób 2).

## Życie prywatne
Mieszkał w Warszawie. Od 1946 żonaty z Dorą Malko (1920-2010), artystką muzykiem. Małżeństwo miało dwóch synów

## Odznaczenia
- Order Sztandaru Pracy II klasy (1955)
- Krzyż Kawalerski Orderu Odrodzenia Polski (1946)
- Krzyż Oficerski Orderu Odrodzenia Polski (1954)
- Krzyż Komandorski Orderu Odrodzenia Polski (1964)
- Order Krzyża Grunwaldu III klasy (1946)
- Srebrny Krzyż Zasługi (1946)
- Medal 10-lecia Polski Ludowej
- Medal 30-lecia Polski Ludowej
- Medal 40-lecia Polski Ludowej
- Srebrny Medal „Siły Zbrojne w Służbie Ojczyzny”
- Brązowy Medal Za zasługi dla obronności kraju (1966)
- Medal za Warszawę 1939 – 1945
- Medal za Obronę Kaukazu (ZSRR) (1944)
- Medal Za Zasługi Bojowe (ZSRR) (1953)
- Medal za Zwycięstwo nad Niemcami w Wielkiej Wojnie Ojczyźnianej 1941-1945
- Medal 30 lat Armii Radzieckiej i Floty (1948)